# Tyge Krabbe
Tyge Krabbe 1474–1541, var en dansk adelsman, marsk och riksråd. Han var aktiv framför allt i kampen mot Kristian II i Danmark.
Tyge Krabbe var son till Mogens Krabbe av Bustrup i Salling och Elsebe Tygesdatter Lunge från Basnæs. 
Redan som ung kom han i kungens tjänst och deltog bland annat som tolvåring i kung Hans krigståg till Gotland mot den mäktige Iver Axelsen Thott. Han fick efter Gotlandståget som speciellt uppdrag i sex–sju år att passa kungens hundar. 
År 1494 följde han med kungen till riksmötet i Kalmar och kom då i stor fara när kungens eget skepp, Gribshunden råkade fatta eld och sjönk utanför Ronneby. Han skrev själv:
”Itemb det aar, mand schreff 1494, da vaar berammit enn herredag at staa i Kalmarn imellem kong Hans, gammel herr Steen Sture och Suerrrigis rigis raad oc da löb kong Hanns affsted med Danmarckis och Norgis raad. Da var jeg hans naades dreng og medfölgede, och vi komb i enn haffnn vden for Rendebye som kaldis Egesund, och der kom bild vdi hans naades hoffuitskib, som kaldis Gribhund, och bleff der mange riddermendtzmend och fattige karle brendt ihiell och der bleff denn bugede doctor med, oc jeg fik og nogen skade der.”
Tyge Krabbe hade en snabb karriär. 27 år gammal satt han som länsherre på Köpenhamns slott och två år senare omtalas han som riddare. 
Genom sitt giftermål med Anne Rosenkrantz, dotter till Niels Rosenkrantz, riksråd och hovmästare hos den senare kungen Kristian II, placerade sig Tyge Krabbe inom de högsta styrande kretsarna i Danmark. Han erhöll riksborgen Helsingborgs slott med län, vilket han förlorade och återfick vid flera tillfällen. 
År 1507 fick Tyge Krabbe Helsingborgs län som förläning. Kungamakten kunde "ge bort" ett län i utbyte mot att ordningen i länet upprätthölls, skatt samlades in och att krigsfolk därifrån kunde beordras fram vid behov.
Den 27 augusti 1510 avvärjde han med sina styrkor ett svenskt anfall i Fante Håla nära Örkelljunga i norra Skåne. Segern firades stort i Danmark och härföraren blev snart upptagen i riksrådet.
Under Kristian II:s regeringstid (1513–1523) hamnade Tyge Krabbe i onåd hos kungen i samband med den rättsliga processen där adelsmannen Torben Oxe dömdes till döden för påstådd inblandning i kungens älskarinna Dyvekes död. Tyge Krabbe var med kungen i krigståget mot Stockholm år 1518, men sändes hem för att skaffa fram ny proviant till hären, något som Kristian II menade att han försummat. Trots att Tyge Krabbe personligen bidrog med medel till det svenska krigståget år 1520 blev Otto Krumpen utsedd till härförare och dessutom fick denne Helsingborg i förläning. 
Djupt förolämpad anslöt sig Tyge Krabbe till de jylländska upprorsmän, som 1522 startade ett inbördeskrig i Danmark. Han blev en av de verkligt hårdföra ledarna och uppmanade de skånska adelsmännen att sätta sig upp mot sin kung som förgripit sig på adelns privilegier. Upprorsmännen erbjöd kronan till hertig Frederik, bror till den tidigare kung Hans. Kristian II fick fly riket och den nye kungen kunde tillträda som Frederik I. Tyge Krabbe återfick Helsingborg i förläning. 
År 1525 blossade ett stort bondeuppror upp i Blekinge och Skåne. Under ledning av Kristian II:s amiral Søren Norby erövrade bönderna snabbt landskapen. I ett stort slag mellan Malmö och Lund mötte bondehären Tyge Krabbe i spetsen för den i huvudsak tyska legohären. Bönderna blev massakrerade. Lite senare massakrerades vid Bunketofta utanför Helsingborg även den bondehär som norrifrån försökte undsätta Sören Norbys bönder, vilka satt sig fast inne i Landskrona.
Efter kung Fredrik I:s död år 1533 drabbades Danmark fram till år 1536 av ett blodigt inbördeskrig, Grevefejden. Tyge Krabbe var en av de drivande för att främja den nye tronpretendenten, Kristian III mot försöken från Malmö, Köpenhamn och tyska intressen att återinsätta den fångne Kristian II på tronen. Han tvingades visserligen att byta sida men kunde genom förräderi vid Helsingborg hjälpa adelshären genom att med slottets kanoner beskjuta sina egna allierade i ryggen. Vid den efterföljande belägringen av Malmö tog han också en aktiv del. 
Trots sin hjälp till den nye kungen Kristian III kom han i onåd och fick snart lämna ifrån sig Helsingborgs län. 
Han dog på sitt herresäte Vegeholm den 23 juni 1541.

## Barn
1. Erik Krabbe (far till Anne Krabbe
2. Elsebe Krabbe